# Haus Henneberg (Weimar)

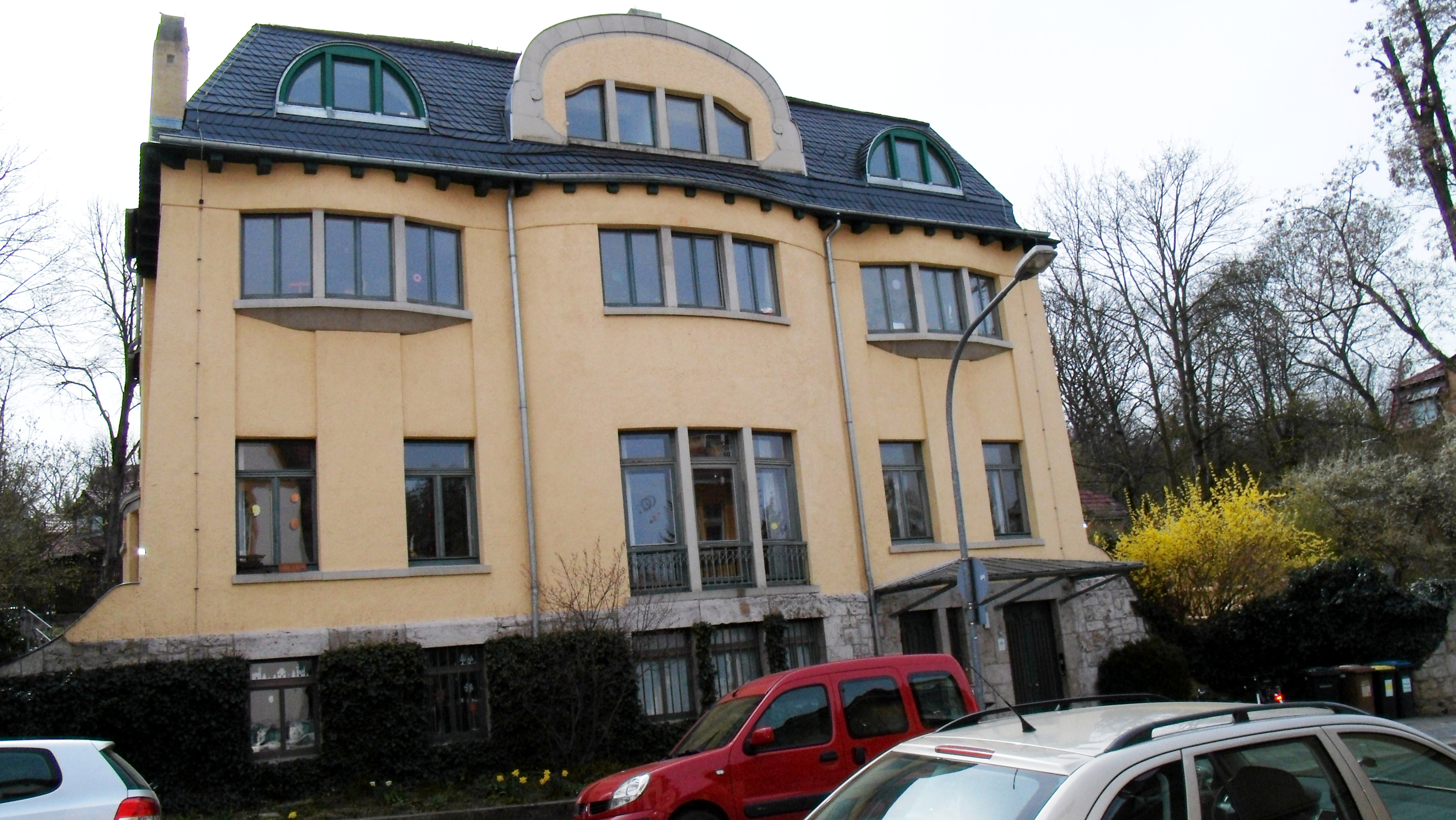
Gutenbergstraße 1a, Weimar

Das Haus Henneberg in Weimar, Gutenbergstraße 1a (eigentlich eher am Theodor-Hagen-Weg gelegen) ist eine 1913/14 errichtete Villa. 
Das Haus Henneberg ist, neben dem Haus Hohe Pappeln und der Villa Dürckheim, einer von drei Villenbauten nach dem Entwurf Henry van de Veldes in Weimar. Bauherr war Alfred von Henneberg, nach dem sie benannt ist. Markant tritt ein leicht gewölbter Mittelrisalit hervor. Auf der Rückseite ist der Risalit stärker ausgeprägt. Im Dachbereich sowohl auf der Vorder-, als auch der Rückseite befinden sich Dachgauben. Bemerkenswert sind auch die beiden hohen Schornsteine.
Heute befindet sich dort ein Waldorf-Kindergarten. Auf der Straßenseite befindet sich am Eingang unter der Hausnummer ein kleines Schild mit einem Wappen und der Aufschrift: Diese Einrichtung wurde unterstützt von der gemeinnützigen Stiftung Herzog Engelbert-Charles und Herzogin Mathildis von Arenberg Düsseldorf. Unter den Bewohnern dieses Hauses war der Maler Otto Herbig.
Das Gebäude steht auf der Liste der Kulturdenkmale in Weimar (Einzeldenkmale).